# Lista de presidentes do Botswana
O Presidente da República do Botswana (em inglês:  President of the Republic of Botswana; em tswana: Tautona wa Lefatshe la Botswana) é o chefe de estado e o comandante em chefe da República do Botswana, país da África Austral. O cargo foi instituído logo após a independência do então protetorado britânico da Bechuanalândia pela constituição promulgada em 30 de setembro de 1960, que determinou que o primeiro presidente do país seria a pessoa que nesta data ocupasse o cargo de primeiro-ministro. A constituição também dispõe que o presidente deve ser cidadão do Botswana por nascimento ou filiação, ter atingido a idade de 30 anos e ser qualificado para ser eleito membro da Assembleia Nacional.
O presidente é eleito indiretamente pela Assembleia Nacional, e desde de 1998 uma emenda constitucional determina que ele poderá servir por até dois mandatos de cinco anos. O vice-presidente é nomeado pelo presidente entre os membros eleitos da Assembleia Nacional, e a nomeação deve ser aprovada pelos membros desta.
Desde a independência em 1966, o Partido Democrático do Botswana (Botswana Democratic Party, BDP), de centro-direita, governa o país. No Índice de Democracia da revista britânica The Economist de 2012, a nação africana aparece na 30a posição numa lista de 167 países. Segundo o Índice de Percepção de Corrupção da Transparência Internacional, o Botswana é o país menos corrupto da África.

## Presidentes
| Nº | Presidente | Presidente        | Início do mandato      | Fim do mandato        | Vice-presidente(s)                                                                        |
| -- | ---------- | ----------------- | ---------------------- | --------------------- | ----------------------------------------------------------------------------------------- |
| 1  |            | Sir Seretse Khama | 30 de setembro de 1960 | 13 de julho de 1980   | Quett Masire                                                                              |
| –  |            | Quett Masire      | 13 de julho de 1980    | 1 de abril de 1998    | Lenyeletse Seretse (1980-1983) Peter Mmusi (1983-1991) Festus Mogae (1991-1998)           |
| 2  |            | Quett Masire      | 13 de julho de 1980    | 1 de abril de 1998    | Lenyeletse Seretse (1980-1983) Peter Mmusi (1983-1991) Festus Mogae (1991-1998)           |
| 3  |            | Festus Mogae      | 1 de abril de 1998     | 1 de abril de 2008    | Ian Khama                                                                                 |
| 4  |            | Ian Khama         | 1 de abril de 2008     | 1 de abril de 2018    | Mopati Marathe (2008-2012) Ponatshego Kedikilwe (2012-2014) Mokgweetsi Masisi (2014-2018) |
| 5  |            | Mokgweetsi Masisi | 1 de abril de 2018     | 1 de novembro de 2024 | Slumber Tsogwane                                                                          |
| 6  |            | Duma Boko         | 1 de novembro de 2024  | presente              | Ndaba Gaolathe                                                                            |